# Queenz Cheng
Queenzy Cheng (chino: 庄 群 施, pinyin: Zhuāng Qún Shī, Perlis, Malasia, 26 de febrero de 1986-28 de noviembre de 2023) fue una actriz y cantante malaya. Debutó a partir de 1994 tras lanzar su primer álbum titulado Early (金童玉女). Más adelante se unió a un grupo de niñas cantantes como Angeline Khoo, Cass Chin y Crystal Ong, para formar parte del grupo musical femenino llamado M-Girls 四个女生.

## Televisión
- 2000, Fairy Tale of the Sky
- Island Story (小岛物语)
- Do Not Say Love is Bitter (别说爱情苦)
- Kung Hei Fat Choy Mother (恭喜发财婆婆)
- Tiger Celebrate Love Each Other (相亲相爱庆虎年)
- Golden Tiger Annunciation (金虎报喜)

## Discografía

### Early
- 1995, 卖馄饨 Selling Wontons (Queenz Solo Album)
- 神奇电脑 Magic Computer (Queenz Solo Album)
- 金童玉女 First Timers (Queenz & Su Li Da)
- 1995 - 1996, 双星报喜 I、II Double Stars Bring Luck I、II (Queenz & Crystal, Chinese New Year Albums)
- 1995, 雅歌群星龙狮会 Ya-Ko Stars Lion Dance (Queenz, Crystal & Ya-Ko Stars Chinese New Year Album)
- 1996, 雅歌群星贺新年 Ya-Ko Stars Celebrate the New Year (Queenz, Crystal & Ya-Ko Stars Chinese New Year Album)
- 花花絮絮 Highlights (Queenz & Crystal)
- 1998, 新春嘉年华 Chinese New Year Carnival (Queenz & Chen Jia Lin Chinese New Year Album)
- 1998, 三星报喜 Three Stars Bring Luck (Queenz, Winnie, Chingy  Chinese New Year Album)
- 1999, 兔气扬眉庆丰年 Tu Qi Yang Mei Qing Feng Nian  (Queenz, Crystal, Cassandra & Ya-Ko Stars Chinese New Year Album)
- 山歌黄梅调 Huang Mei Diao Mountain Songs (Queenz, Crystal, Cassandra)
- 2000, 三星拱照庆龙年 Three Stars Celebrate the Year of the Dragon (Queenz, Crystal, Cassandra Chinese New Year Album)
- 2000, 民谣 Folk Songs 2 in 1 (Queenz, Crystal, Cassandra Album)

### Álbumes de género pop
- Dance With Me
- 耍花样 Playful Tricks
- 笨金鱼 Silly Goldfish
- 爱情密码 Love Code (MV collection)
- 尼罗河 Nile River
- My Way [2]

### Álbumes en chino
- 2001, 开心迎接丰收年 Happily Welcoming the Harvest Year
- 2002, 飞跃新年 Leaping New Year
- 2003, 新年YEAH! New Year YEAH!
- 2004, 春风催花开 Flowers Blossom in the Spring
- 2005, 开心年 Happy Year
- 2006, 同庆共乐 Celebrate Together
- 2007, 世外桃源 Paradise
- 2007, 八大巨星 好日子 Eight Superstars Good Day
- 2008, 福禄寿星拱照·花仙子 Fu Lu Shou Xing Gong Zhao . Flower Fairy
- 2009, 桃花开了 Peach Blossoms
- 2010, 金玉满堂 Abundant Wealth
- 2013, 团聚 Reunion
- 2014, 真欢喜 True Joy.[3]

## Anuncios
- VISS" brand shoe endorsement
- Malaysia JX Online" game endorsements